# 1992-es Formula–1 világbajnokság
Az 1992-es Formula–1-es szezon volt a 43. FIA Formula–1 világbajnoki szezon. 1992. március 1-jétől november 8-áig tartott, tizenhat versenyen keresztül.
Nigel Mansell hosszú várakozás után (háromszor volt VB-második) végre világbajnok lett a Williams autók lehengerlő fölényének köszönhetően. Az első hét futamból hatot megnyert (sorozatban az első ötöt, ami akkor abszolút rekord volt), csak a hetedik versenyen, Monacóban sikerült legyőznie a hercegségben mindig kiválóan szereplő Ayrton Sennának. Sikerszériája azonban folytatódott, nyert a brit nagydíjon is. (Itt mutatkozott be először egy Brabham autóban a későbbi világbajnok Damon Hill.) Mansell már az évad 11. versenyén, a magyar nagydíjon bebiztosította a világbajnoki címét (James Hunt után ő lett az első brit világbajnok), majd a következő, olasz nagydíjon ismét bejelentette, hogy visszavonul. Ugyanekkor a Honda is bejelentette, hogy kivonul a sportágból, ami a McLaren csapat visszaesését vetítette előre. Az esős belga nagydíjon Michael Schumacher megszerezte élete első futamgyőzelmét. A világbajnoki pontverseny második helyén Mansell csapattársa, Riccardo Patrese végzett, a dobogó harmadik fokáról az első teljes idényét teljesítő Michael Schumacher leszorította a címvédő Ayrton Sennát, aki összeütközött Mansell-lel az utolsó futamon. A Williams csapat 1986 után újra világbajnok lett a McLaren és a Benetton előtt.
Ez volt az első idény, amelyben valamennyi csapat két autóval versenyzett - ez a trend a mai napig is kitart.

## Csapatok és versenyzők
| Csapat                         | Konstruktőr          | Modell        | Motor                       | Rajtszám | Pilóta               | Teszt pilóták                   |
| ------------------------------ | -------------------- | ------------- | --------------------------- | -------- | -------------------- | ------------------------------- |
| Honda Marlboro McLaren         | McLaren-Honda        | MP4/6B MP4/7A | Honda RA122E/B 3.5 V12      | 1        | Ayrton Senna         | Mark Blundell                   |
| Honda Marlboro McLaren         | McLaren-Honda        | MP4/6B MP4/7A | Honda RA122E/B 3.5 V12      | 2        | Gerhard Berger       | Mark Blundell                   |
| Tyrrell                        | Tyrrell-Ilmor        | 020B          | Ilmor 2175A 3.5 V10         | 3        | Olivier Grouillard   | nem volt                        |
| Tyrrell                        | Tyrrell-Ilmor        | 020B          | Ilmor 2175A 3.5 V10         | 4        | Andrea de Cesaris    | nem volt                        |
| Canon Williams Team            | Williams-Renault     | FW14B         | Renault RS3C/RS4 3.5 V10    | 5        | Nigel Mansell        | Damon Hill                      |
| Canon Williams Team            | Williams-Renault     | FW14B         | Renault RS3C/RS4 3.5 V10    | 6        | Riccardo Patrese     | Damon Hill                      |
| Brabham                        | Brabham-Judd         | BT60B         | Judd GV 3.5 V10             | 7        | Eric van de Poele    | nem volt                        |
| Brabham                        | Brabham-Judd         | BT60B         | Judd GV 3.5 V10             | 8        | Giovanna Amati       | nem volt                        |
| Brabham                        | Brabham-Judd         | BT60B         | Judd GV 3.5 V10             | 8        | Damon Hill           | nem volt                        |
| Footwork Mugen-Honda           | Footwork-Mugen-Honda | FA13          | Mugen-Honda MF-351H 3.5 V10 | 9        | Michele Alboreto     | nem volt                        |
| Footwork Mugen-Honda           | Footwork-Mugen-Honda | FA13          | Mugen-Honda MF-351H 3.5 V10 | 10       | Szuzuki Aguri        | nem volt                        |
| Team Castrol Lotus             | Lotus-Ford           | 107           | Ford HBA5 3.5 V10           | 11       | Mika Häkkinen        | Olivier Beretta                 |
| Team Castrol Lotus             | Lotus-Ford           | 107           | Ford HBA5 3.5 V10           | 12       | Johnny Herbert       | Olivier Beretta                 |
| Fondmetal                      | Fondmetal-Ford       | GR02          | Ford HBA5 3.5 V10           | 14       | Andrea Chiesa        | nem volt                        |
| Fondmetal                      | Fondmetal-Ford       | GR02          | Ford HBA5 3.5 V10           | 14       | Eric van de Poele    | nem volt                        |
| Fondmetal                      | Fondmetal-Ford       | GR02          | Ford HBA5 3.5 V10           | 15       | Gabriele Tarquini    | nem volt                        |
| March F1                       | March-Ilmor          | CG911         | Ilmor 2175A 3.5 V10         | 16       | Karl Wendlinger      | nem volt                        |
| March F1                       | March-Ilmor          | CG911         | Ilmor 2175A 3.5 V10         | 16       | Jan Lammers          | nem volt                        |
| March F1                       | March-Ilmor          | CG911         | Ilmor 2175A 3.5 V10         | 17       | Paul Belmondo        | nem volt                        |
| March F1                       | March-Ilmor          | CG911         | Ilmor 2175A 3.5 V10         | 17       | Emanuele Naspetti    | nem volt                        |
| Camel Benetton Ford            | Benetton-Ford        | B192          | Ford HBA5/7 3.5 V10         | 19       | Michael Schumacher   | Alex Zanardi                    |
| Camel Benetton Ford            | Benetton-Ford        | B192          | Ford HBA5/7 3.5 V10         | 20       | Martin Brundle       | Alex Zanardi                    |
| BMS Scuderia Italia            | BMS Dallara-Ferrari  | 192           | Ferrari Tipo 037 3.5 V12    | 21       | Jyrki Järvilehto     | nem volt                        |
| BMS Scuderia Italia            | BMS Dallara-Ferrari  | 192           | Ferrari Tipo 037 3.5 V12    | 22       | Pierluigi Martini    | nem volt                        |
| Minardi Team                   | Minardi-Lamborghini  | M192          | Lamborghini LE3512 3.5 V12  | 23       | Christian Fittipaldi | nem volt                        |
| Minardi Team                   | Minardi-Lamborghini  | M192          | Lamborghini LE3512 3.5 V12  | 23       | Alessandro Zanardi   | nem volt                        |
| Minardi Team                   | Minardi-Lamborghini  | M192          | Lamborghini LE3512 3.5 V12  | 24       | Gianni Morbidelli    | nem volt                        |
| Ligier Gitanes Blondes         | Ligier-Renault       | JS37          | Renault RS3B/RS3C 3.5 V10   | 25       | Thierry Boutsen      | Alain Prost                     |
| Ligier Gitanes Blondes         | Ligier-Renault       | JS37          | Renault RS3B/RS3C 3.5 V10   | 26       | Érik Comas           | Alain Prost                     |
| Scuderia Ferrari SpA           | Ferrari              | F92A          | Ferrari Tipo 038 3.5 V12    | 27       | Jean Alesi           | Nicola Larini Gianni Morbidelli |
| Scuderia Ferrari SpA           | Ferrari              | F92A          | Ferrari Tipo 038 3.5 V12    | 28       | Ivan Capelli         | Nicola Larini Gianni Morbidelli |
| Scuderia Ferrari SpA           | Ferrari              | F92A          | Ferrari Tipo 038 3.5 V12    | 28       | Nicola Larini        | Nicola Larini Gianni Morbidelli |
| Central Park Venturi Larrousse | Venturi-Lamborghini  | LC92          | Lamborghini LE3512 3.5 V12  | 29       | Bertrand Gachot      | nem volt                        |
| Central Park Venturi Larrousse | Venturi-Lamborghini  | LC92          | Lamborghini LE3512 3.5 V12  | 30       | Katajama Ukjó        | nem volt                        |
| Sasol Jordan Yamaha            | Jordan-Yamaha        | 192           | Yamaha OX99 3.5 V12         | 32       | Stefano Modena       | nem volt                        |
| Sasol Jordan Yamaha            | Jordan-Yamaha        | 192           | Yamaha OX99 3.5 V12         | 33       | Maurício Gugelmin    | nem volt                        |
| Andrea Moda Formula            | Andrea Moda-Judd     | S921          | Judd GV 3.5 V10             | 34       | Roberto Moreno       | nem volt                        |
| Andrea Moda Formula            | Andrea Moda-Judd     | S921          | Judd GV 3.5 V10             | 35       | Perry McCarthy       | nem volt                        |

### Csapatváltozások
- A March átvette a Leyton House csapatot, így ezen a néven neveztek. Ez volt az utolsó idényük, miután az év végén elfogyott a pénzük.
- A Modena csapat szeretett volna nevezni erre az idényre is, és elkezdték az új autó megtervezését, de pénzhiány miatt vissza kellett lépniük.
- A Ligier csapat megvált a Lamborghini-motoroktól, és helyette leszerződtek a Renault-val, igen kedvező feltételek mellett, megkapva a legújabb fejlesztéseket is.
- A Lamborghini ebben az évben a Minardi, valamint a Venturi csapatát látta el motorokkal (utóbbi a Larrousse csapat volt új néven).
- A Judd, amelyik az előző évben még a Lotus és a BMS Scuderia Italia partnere volt, most mindkét csapatot otthagyta, és helyettük a Brabham és az Andrea Moda részére szállítottak motorokat. A Lotus új motorszállítója a Ford lett, a BMS Scuderia Italia pedig 1991-es specifikációjú Ferrari-motorokat kapott.
- A Brabham korábbi partnere, a Yamaha, a Jordanhez igazolt.
- A Mugen-Honda, amely az előző évben még a Tyrrel, motorjait tartotta karban, most saját motorgyártóként lépett be a Footwork oldalán. A Tyrrell Ilmor motorokra váltott.
- Tizenegy futamot követően a Brabham csődbe ment, és ezúttal végleg elhagyta a sportágat.
- Tizenkét futam után, példátlan módon, kizárták a küzdelmekből az Andrea Moda csapatát, mert ismétlődő magatartásukkal szégyent hoztak a sportág hírnevére.
- Tizenhárom futam után a Fondmetal csapat is kiszállt a bajnoki küzdelmekből és megszűnt.

### Pilótacserék
- Miután a Ferrari kirúgta Alain Prostot az előző év végén (és a francia 1992-ben a szerződése miatt nem is versenyzehetett sehol máshol), a csapat Ivan Capellit igazolta a helyére. Capellit az utolsó két futamon aztán Nicola Larini tesztpilótára cserélték.
- Nelson Piquet visszavonulása után Martin Brundle a Brabham csapatától a Benettonhoz igazolt.
- A Brabham az Eric van de Poele - Giovanna Amati párossal kezdte meg az idényt. Desiré Wilson és az 1980-as idény óta ez volt az első (és mindmáig az utolsó) alkalom, hogy állandó női pilótája legyen egy Formula–1-es csapatnak. Mark Blundell, aki a Brabham versenyzője volt, ülés nélkül maradt. Gyenge teljesítménye miatt azonban három verseny után kirúgták Amatit, a helyére pedig Damon Hill került.
- Stefano Modena és Andrea de Cesaris helyet cseréltek. Modena ment a Jordanhez, de Cesaris pedig a Tyrrell-hez. A Jordan másik pilótája a Leyton House-tól érkező Maurício Gugelmin lett, a Tyrrell pedig a visszavonuló Nakadzsima Szatoru helyére Oliver Grouillard-ot ültette.
- Pierluigi Martini otthagyta a Minardit és a BMS Scuderia Italia versenyzője lett, Emanuele Pirro helyén. Martini helyére Christian Fittipaldi került., őt azonban egy balesete miatt három futam erejéig Alex Zanardi helyettesítette.
- Szuzuki Aguri a Larrousse-tól a Footwork-höz igazolt, helyére az újonc honfitárs, Katajama Ukjó került.
- A Fondmetal második autójába Andrea Chiesa ülhetett. Őt még a magyar nagydíj előtt a Brabhamtől érkező Eric van de Poele váltotta.
- A March csapatánál volt év közben a mozgás. Paul Belmondót Belgiumtól Emanuele Naspetti váltotta, Karl Wendlingert pedig Japántól az a Jan Lammers, aki tíz évnyi távollét után tért vissza a sportágba.
- Alex Caffi és Enrico Bertaggia az Andrea Moda eredetileg bejelentett versenyzőpárosa voltak. De őket az első két hétvége után (amelyeken a csapat nem is végzett értékelhető munkát sem) lecserélték Roberto Morenóra és Perry McCarthy-ra.

## Szabályváltozások
- 1992-től kezdve előírás lett, hogy csak ólommentes üzemanyagot használhatnak a csapatok, miután bebizonyosodott, hogy az ólmozott benzin ártalmas az egészségre. A magyar nagydíjtól kezdve azt is előírták, hogy csak alacsonyabb oktánszámú benzin használható.
- Szigorítottak a töréstesztek szabályain.
- Rögzítették a szabálykönyvben a biztonsági autó alkalmazásának szabályait.
- A versenypályáknak alacsonyabbra kellett építenie a rázóköveket, legalább 12 méteresre kellett szélesítenie a boxutcát, és a boxutca bejáratához egy ikánt kellett beépíteniük.

## A szezon menete

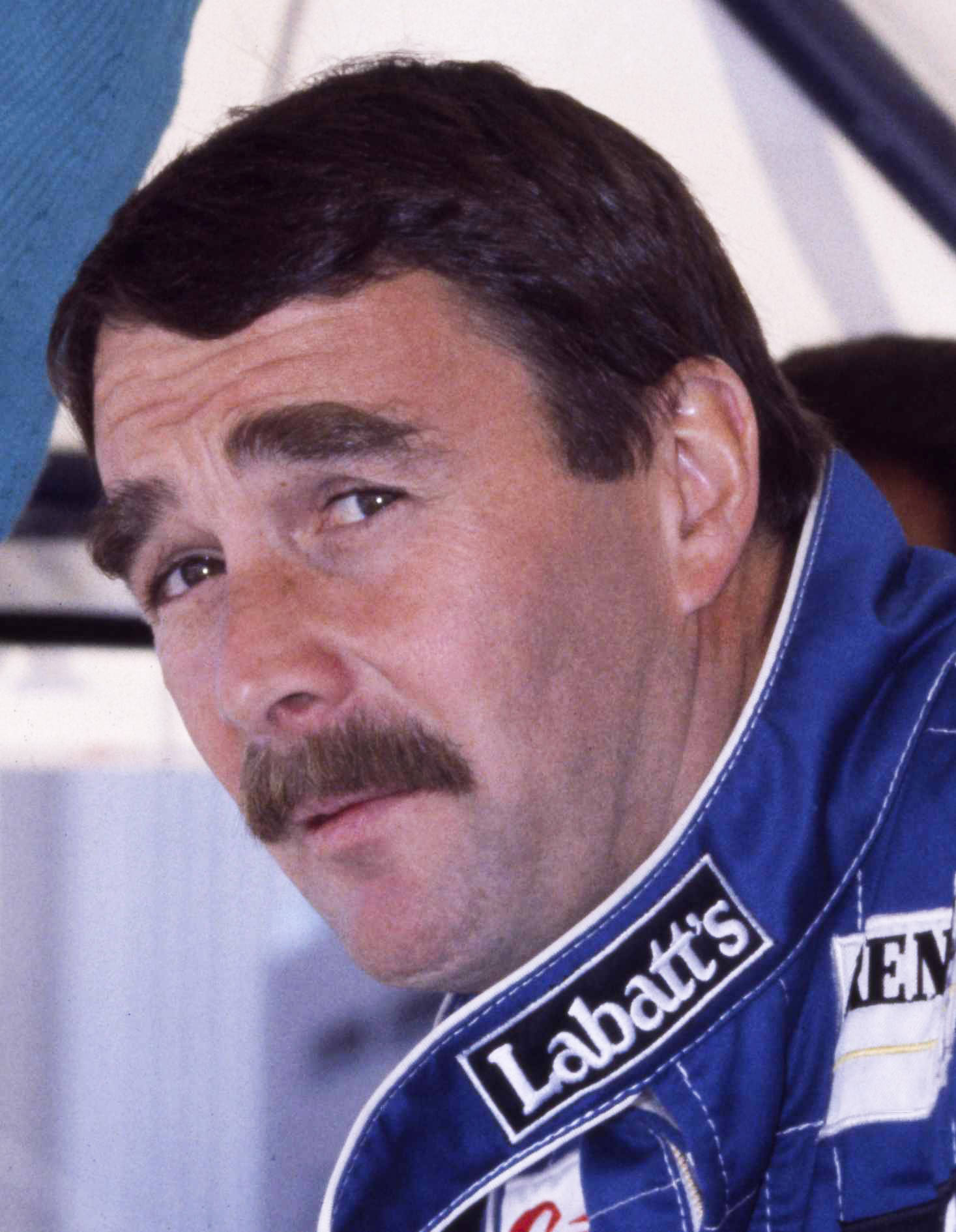
Nigel Mansell

Az élcsapatok közül a McLaren-Honda (Ayrton Senna, Gerhard Berger) és a Williams-Renault (Nigel Mansell, Riccardo Patrese) nem változtatott a versenyzőfelállásán az előző év után. A Ferrarinál az 1992-es évadot kihagyó Alain Prost helyére Ivan Capelli került, aki Jean Alesi csapattársa lett. A Benettonhoz, a visszavonult Nelson Piquet helyére Martin Brundle érkezett, aki az első teljes idényét futó Michael Schumacher csapattársa lett.
A Jordan csapat V8-as Ford-motorokról a V12-es Yamahára váltott, és mindkét versenyzőjét lecserélte. A lejtmenetben lévő Brabham csapat Giovanna Amati személyében egy női versenyzőt akart leigazolni, de végül ettől elálltak, és a rémes idényt futó csapat év közben vissza is lépett. A Coloni csapatot eladták, amely ebben az évben Andrea Moda Formula néven indult, és ehhez a csapathoz számos botrány is köthető volt.
Ez volt az első olyan szezon, amelyik során minden lakott kontinensen futamot rendeztek. Bevezették a szigorított szezon előtti törésteszteket, és a biztonsági autót.
A bajnokság Kyalamiban kezdődött, a Formula–1 1985 után először tért vissza a Dél-afrikai Köztársaságba. Mansell szerezte meg a pole-t Senna, Berger és Patrese előtt. A rajtnál mindkét McLaren visszaesett, Mansell hamar elhúzott Patresétől és Sennától. Az élen haladók sorrendje a boxkiállások alatt sem változott. Alesi motorja a 41. körben tönkrement, így a Schumacher szerezte meg a negyedik helyet a dobogós Mansell, Patrese és Senna mögött.
Mexikóban a Williamsek szerezték meg az első sort a Benettonok és a McLarenek előtt. A rajtnál Senna megelőzte csapattársát, valamint a két Benettont is, így feljött Mansell és Patrese mögé. Senna a 11. körben váltóhiba miatt kiesett, így Schumacheré lett a harmadik hely. A versenyt ismét Mansell nyerte csapattársa, Patrese előtt. Berger negyedik, de Cesaris ötödik, Mika Häkkinen hatodik lett.
Brazíliában is Mansell és Patrese Williams állt az első sorban, Senna és Berger előtt. A felvezető körben Berger autója nem indult el, ezért a rajtnál a mezőny végéről kellett indulnia. Mansell rosszul rajtolt, ezért Patrese megelőzte, de a brit a 6. körben visszavette a vezetést. Schumacher a 13. körben előzte meg Sennát, hátránya ekkor már 20 másodperc volt. Senna motorhiba miatt a 17. körben kiesett. A Williams Mansellnek és Patresének köszönhetően a harmadik kettős győzelmét ünnepelhette az évadban. Schumacher harmadik, Alesi negyedik, Ivan Capelli ötödik, Michele Alboreto hatodik lett.

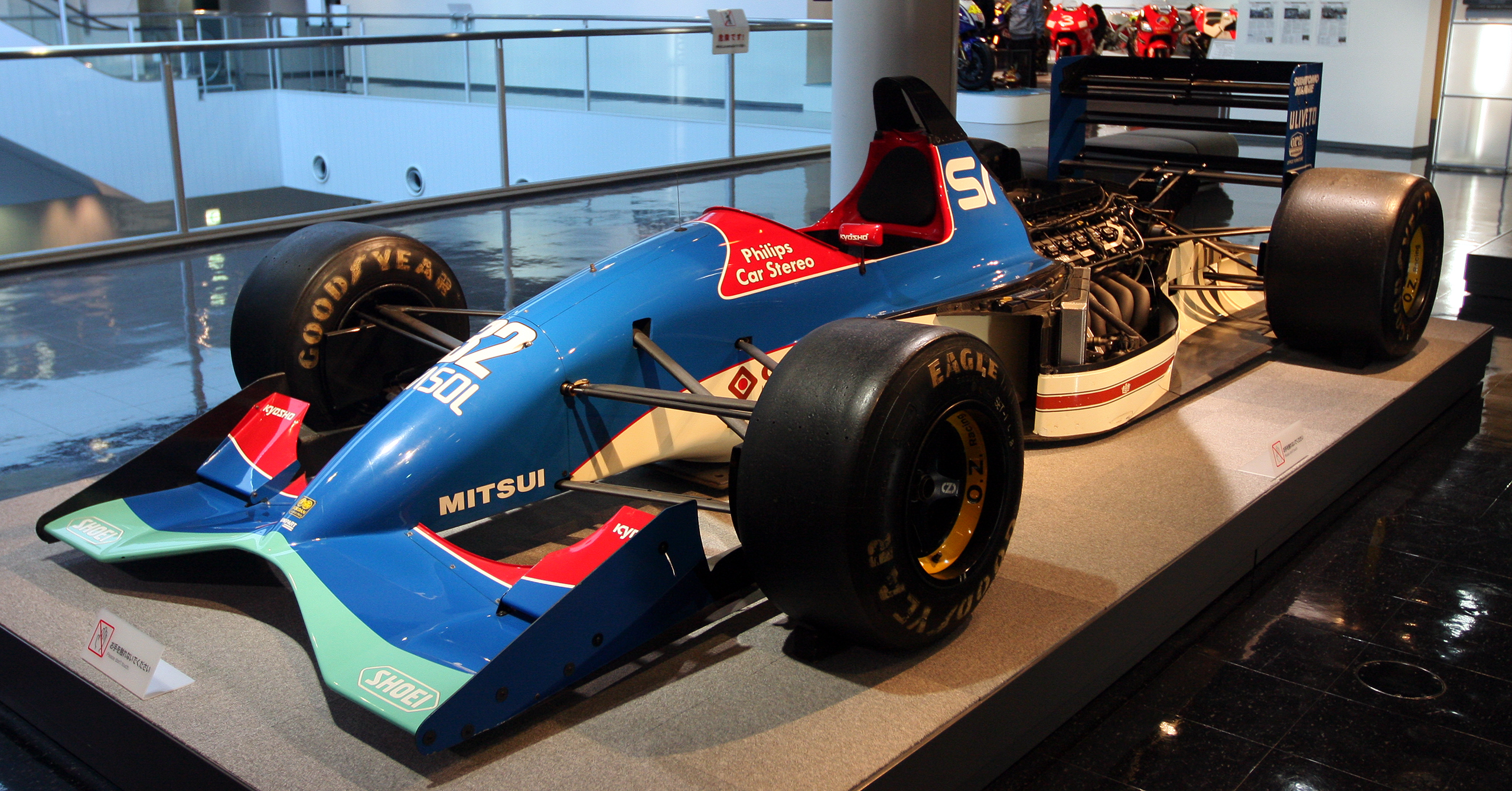
Jordan-Yamaha 192

Barcelonában is Mansell szerezte meg a pole-t Schumacher, Senna és Patrese előtt. A rajt idején erősen esett, Patrese megelőzte Schumachert és Sennát, míg Alesi a nyolcadikról a harmadik helyre jött fel. Schumachernek a 7. körben sikerült megelőznie a franciát. Senna is megpróbálkozott ugyanezzel, de ekkor Alesi megcsúszott, Berger és Capelli mögé esett vissza. Az eső erősödni kezdett, Patrese pedig kicsúszott a 20. körben, amikor egy lekörözéshez ért. Ezután Mansell vezetett Schumacher, Senna és Berger előtt. A boxkiállások után Alesi Capelli elé került, majd Berger megelőzése után Sennát támadta. Senna eközben Schumachert is támadni akarta. A nagy nyomás miatt a brazil két körrel a leintés előtt kicsúszott. Mansell ismét győzött Schumacher, Alesi, Berger, Alboreto és Pierluigi Martini előtt.
Imolában a Williamsek továbbra is előnyben voltak a McLarenekhez és Benettonokhoz képest. A rajt után Patrese támadta a pole-pozíciós Mansellt, de a brit megtartotta a vezetést, majd egyre nagyobb előnyre tett szert. Schumacher Senna támadása közben hibázott és kiesett a 21. körben. Alesi boxkiállás nélkül kívánta teljesíteni a versenyt, ezért a kiállások után már a harmadik helyen haladt. Senna megelőzte a franciát a Tosa kanyarban, a 40. körben. Ugyanígy Berger is megpróbálta megelőzni, de összeütköztek és mindketten kiestek. Mansell az évad első öt futamából mindegyiken győzött, míg a Williams újabb kettős győzelmet aratott. Senna harmadik, Brundle negyedik, Albereto ötödik, Martini hatodik lett.

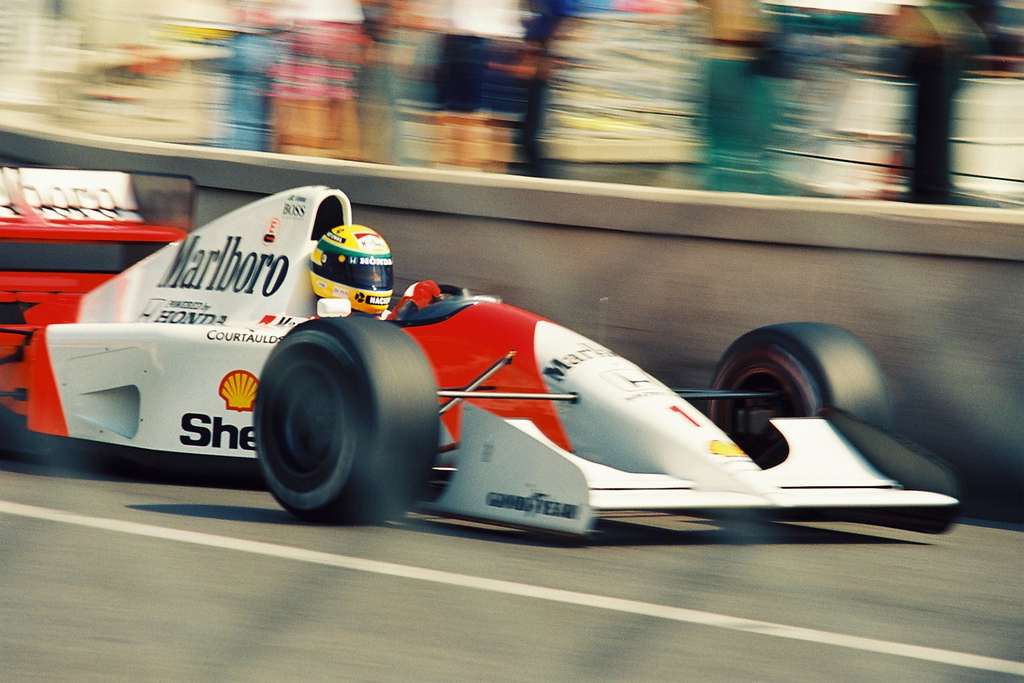
Ayrton Senna Monacóban

Monacóban is domináltak a Williams-Renault-k: Mansell, Patrese, Senna, Alesi volt az első négy sorrendje az időmérő edzésen. Senna a rajtnál megelőzte Patresét. Az olasz megpróbálta visszavenni pozícióját, de váltóprobléma miatt lelassult. A 12. körben Schumacher Alesivel ütközött, de tovább tudtak haladni a versenyben. Alesi autója az ütközésben megsérült, majd a 28. körben pedig kiesett. A vezető Mansell egy kerekéről hét körrel a leintés előtt leesett egy anyacsavar, ezért a brit kiállt a boxba. Mansell Senna mögé tért vissza, de az új gumiknak köszönhezően gyorsan ledolgozta hátrányát. Az utolsó négy körben Sennának sikerült megakadályoznia az előzést a szűk, városi pályán. Senna első alkalommal győzött az évadban a két tizedmásodperc hátrányban célbaérő Mansell előtt. Patrese harmadik, Schumacher negyedik, Brundle ötödik, Bertrand Gachot hatodik lett.
Kanadában első alkalommal az évben nem Williams állt az első rajtkockában. Senna indult az élről, Patrese, Mansell és Berger előtt. A rajtnál Mansell megelőzte Patresét, a 15. körben Sennát támadta az első helyért. A kör végén, az utolsó sikánban ráhajtott egy rázókőre. Autója a levegőbe emelkedett, és a kavicságyban ért földet, majd a pályára csúszott. Mansell kiesett, később Berger megelőzte Patresét. Senna nagy előnnyel vezetett, amikor a 38. körben elektromos hiba miatt kiesett. Brundle megelőzte Schumachert a harmadik helyért, majd Patrese kiesése (váltóhiba a 44. körben) után már a második volt. Két körrel ezután kiesett erőátviteli probléma miatt. Berger győzött Schumacher, Alesi, Karl Wendlinger, de Cesaris és Érik Comas előtt.

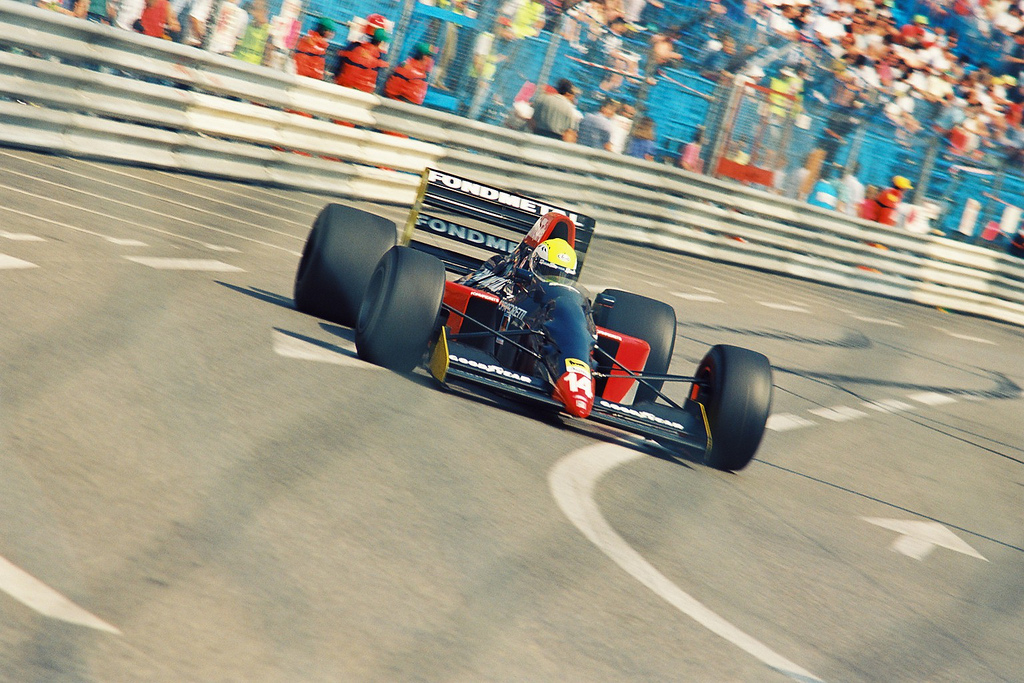
Andrea Chiesa (Fondmetal) Monacóban

Franciaországban ismét Mansell indult az első helyről, Patrese, Senna és Berger előtt. A rajtnál Patrese megelőzte Mansellt, Berger pedig Sennát. Az Adelaide hajtűkanyarban Schumacher Sennát próbálta előzni, de nekiütközött. A brazil emiatt kiesett, Schumachernek pedig ki kellett állnia a boxba javításra. A 11. körben Berger motorja tönkrement. Nem sokkal olyan erősséggel kezdett esni, hogy a versenyt megállították. Miután elállt az eső, a mezőny újra elrajtolt. Patrese megtartotta a vezetést Mansell és Brundle előtt, Alesi feljött a negyedik helyre. Patrese elengedte Mansellt, így a brit az élre állt. Ismét elkezdett esni, ekkor mindenki kiállt esőgumikért, de Alesi túl későn ment ki boxba, ezért hatodiknak esett vissza. A 61. körben a francia motorhiba miatt kiesett.
Mansell győzött a csapattárs Patrese előtt, így a Williams újabb kettős győzelmet szerzett. Brundle harmadik, Häkkinen negyedik, Comas ötödik, Johnny Herbert hatodik lett.
Mansell a hazai brit nagydíjon ismét a pole-ból indult Patrese, Senna és Schumacher előtt. Bár a rajtnál Patrese került az élre, Mansell a Hangar egyenesben már vezetett. Brundle kiváló rajtjával a harmadik helyre jött fel, Senna elé. A boxkiállások nem változtattak a sorrenden. Senna az 53. körben kiesett váltóhiba miatt, a következő körben pedig Schumacher megelőzte a motorproblémával küzdő Bergert. Mansell ismét győzött Patrese előtt, a Williams a hatodik kettős győzelmét ünnepelte az évadban. Brundle harmadik, Schumacher negyedik, Berger ötödik, Häkkinen hatodik lett. A verseny vége után a rajongók elözönlötték a pályát, de tragédia szerencsére nem történt. Mansell 28 futamgyőzelmével megdöntötte Jackie Stewart (27 győzelem) rekordját, ezzel a legsikeresebb brit versenyző lett.

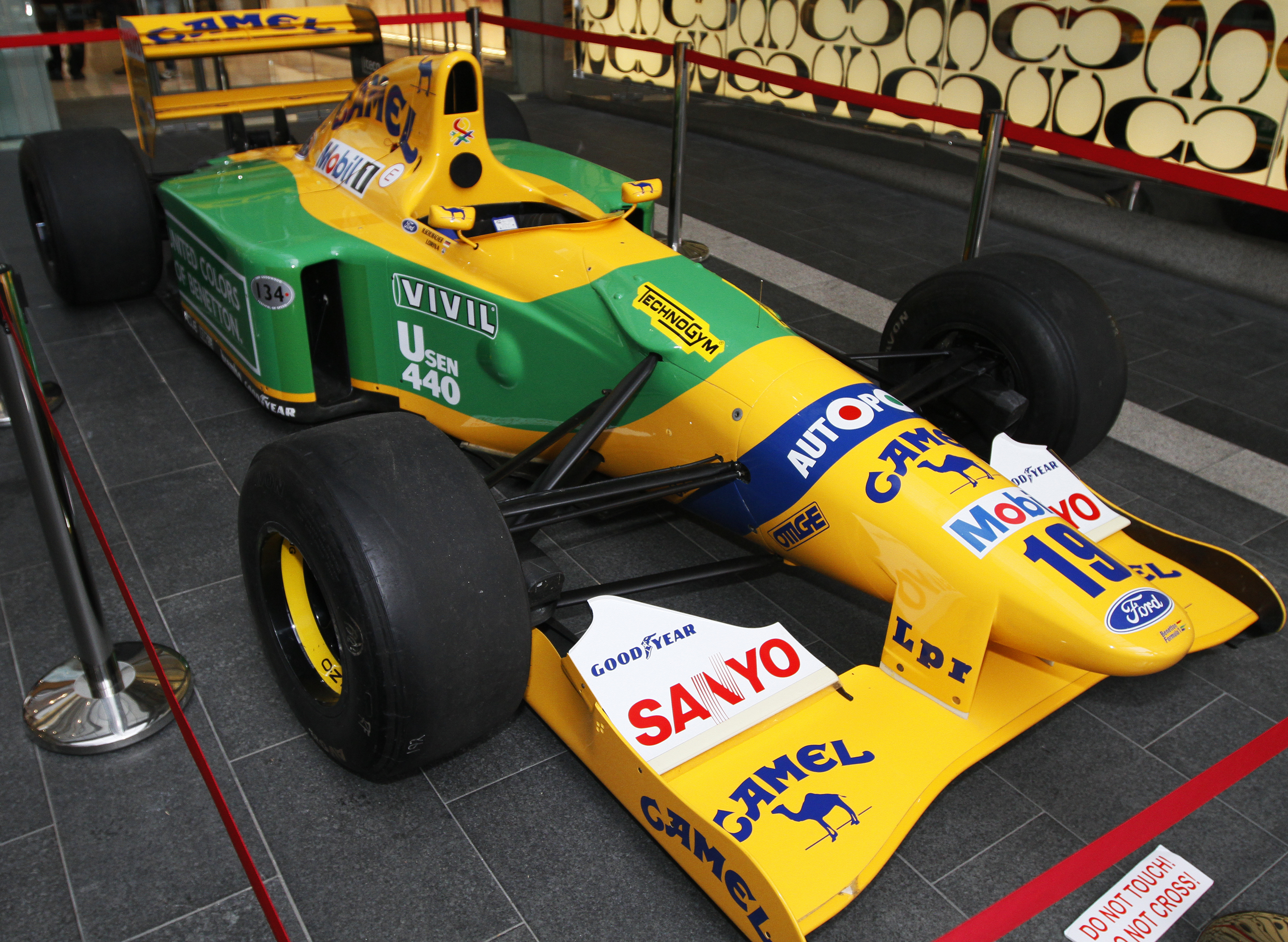
Benetton B192

Németországban a Williamsek ismét a McLarenek előtt voltak Mansell-lel az élen, Patrese, Senna és Berger előtt. A rajt után az első négy helyezett sorrendje nem változott. Mansell és Patrese egyre nagyobb előnnyel rendelkezett a McLarenek előtt. Senna és a Benettonok kivételével a mezőny összes tagja kiállt a boxba. Berger kiállása nem sikerült jól, majd az osztrák ki is esett. A kiállások után Senna vezetett Mansell, Schumacher és Patrese előtt. Mansell nem elégedett meg a második hellyel és megelőzte Sennát a vezető pozícióért. Ezután Patrese előzte meg Schumachert a harmadik helyért. Patrese ezután Sennát kezdte üldözni, eközben a leggyorsabb kört is megfutotta. Az utolsó előtti körben már a brazil mögött haladt, az utolsóban pedig már támadta is. Előzési kísérlete nem sikerült és kavicságyba csúszott ki. Mansell a nyolcadik győzelmét aratta Senna, Schumacher, Brundle, Alesi és Comas előtt.
A Hungaroringen Patrese indult a pole-ból Mansell előtt. A rajtnál az olasz megtartotta a vezetést, míg Mansellt Senna és Berger is megelőzte. Mansell a 8. körben megelőzte Bergert, de nem sikerült Senna elé kerülnie. A 31. körben a brit hibázott, Berger megelőzte, de Mansell néhány kör múlva visszaelőzte az osztrákot. A 39. körben Patrese kicsúszott, a 7. helyre tért vissza, de motorja ezután tönkrement. Patrese kiesésével Mansell a második helyen haladt, ami elég volt bajnoki címe bebiztosításához, ezután nem üldözte tovább Sennát, aki végül megnyerte a versenyt. Mansellnek azonban problémája akadt, majd boxkiállása után csak a hatodik helyre tért vissza. A brit megelőzte Häkkinent, majd Brundle-t és Bergert, míg az előtte haladó Schumacher balesetezett, így Mansellnek sikerült a bajnoki címéhez szükséges második helyen célbaérnie. Ez volt a történelmi Brabham csapat utolsó versenye.
Belgiumban a már világbajnok Mansell indult az élről, Senna, Schumacher és Patrese előtt. A rajt idején a pálya nedves volt, Senna vette át a vezetést Mansell, Patrese és Schumacher előtt. Mansell a 2. kör végén megelőzte Sennát. Később eleredt az eső, Senna kivételével mindenki kiállt új gumiabroncsokért. A brazil abban bízott, hogy eláll az eső, de ez nem történt meg. Mivel túl későn állt ki a boxba, a 12. helyre esett vissza. A pálya száradni kezdett, Thierry Boutsen kicsúszott a 26. körben. Schumacher rövid időre elhagyta a pályát, amivel két másodpercet veszített. A kör végén kiállt szárazpályás gumikért. Mansell és Patrese túl sokáig vártak kiállásukra, így csak Schumacher mögé tértek vissza. Mansell megpróbálta utolérni a németet, de kipufogójával probléma akadt, Patreséhez hasonlóan. Végül mindkettőjüknek sikerült megőrizni a helyezésüket. Schumacher megszerezte első győzelmét Mansell, Patrese és Brundle előtt. Senna az ötödik helyre jött fel, Häkkinen hatodik lett. A Williams bebiztosította a konstruktőri címet.

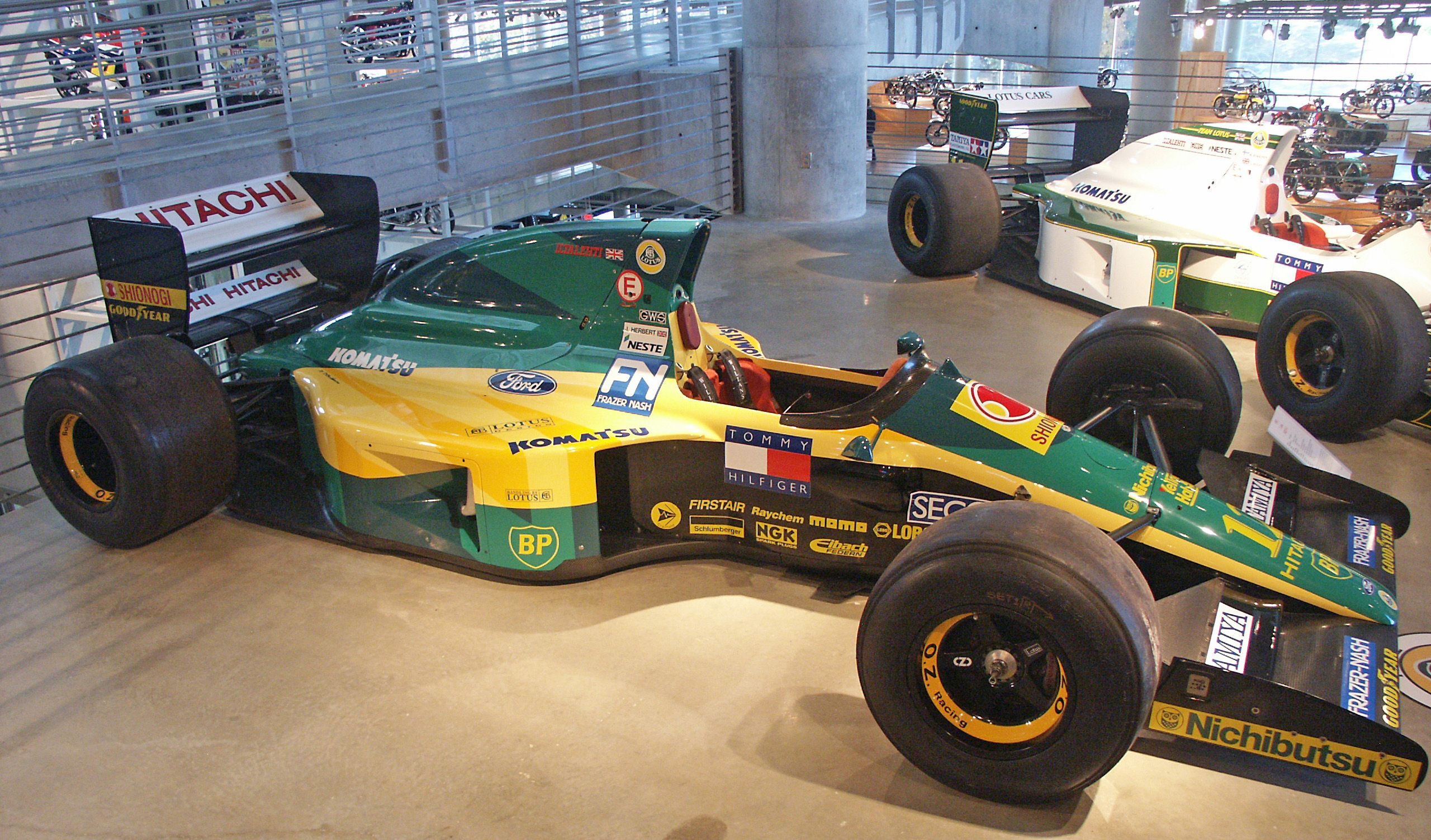
Lotus 102D

Monzában is Mansell szerezte meg a pole-t Senna, Alesi és Berger előtt. A rajtnál Mansell megőrizte az első helyet, míg Patrese megelőzte Alesit. Mansell hamar elhúzott, míg Senna feltartotta Patresét. A 13. körben mindkét Ferrari kiesett: Alesi üzemanyagrendszere meghibásodott, míg Capelli elektromos hiba miatt esett ki. Patrese később megelőzte Sennát. A boxkiállások során Brundle megelőzte Schumachert. A 10 másodperccel vezető Mansell visszavett a tempójából és hagyta Patresét, hogy megelőzze. A brit a 36. körtől kezdve hidraulikai problémával küzdött, Senna, Brundle, Schumacher és Berger is megelőzte. Mansell a 41. körben a boxban feladta a versenyt. Ekkor Patrese vezetett, de Senna elkezdett közeledni hozzá. Az olaszt csapattársához hasonlóan szintén hidraulikai problémák hátráltatták, Senna a 49. körben megelőzte. A következő körben Brundle és Schumacher is elment mellette. Patrese kitartott az utolsó körig, amikor Berger is megelőzte, de sikerült pontot szereznie. Senna győzött Brundle, Schumacher, Berger, Patrese és de Cesaris előtt.
Portugáliában Mansellé volt a pole, Patrese, Senna és Berger előtt. Schumacher nem tudott elindulni az első rajtnál, így a másodiknál a mezőny végéről kellett indulnia. A rajt után a két Williams elhúzott, Berger megelőzte Sennát. A Williamsek a McLarenekkel ellentétben jóval korábban álltak ki a boxba. Mansell gyors kiállásának köszönhetően az élre állt vissza, de Patrese boxkiállásánál probléma akadt a jobb hátsó kerékkel. Az olasz a két McLaren mögé esett vissza. Hamar megelőzte Sennát, majd Bergert kezdte üldözni. A 35. körben Schumacher megelőzte Alberetót a hatodik helyért. Ekkor Patrese már közvetlenül Berger mögött haladt, aki lelassított a célegyenesben, hogy megálljon szerelőinél. Ez váratlanul érte Patresét, aki ráfutott az osztrák hátsó kerekére és autójának eleje felemelkedett. Szerencsére az olasz nem szenvedett sérülést a balesetben. Mansell pályafutása 30. győzelmét szerezte Berger, Senna, Brundle, Häkkinen és Alboreto előtt.

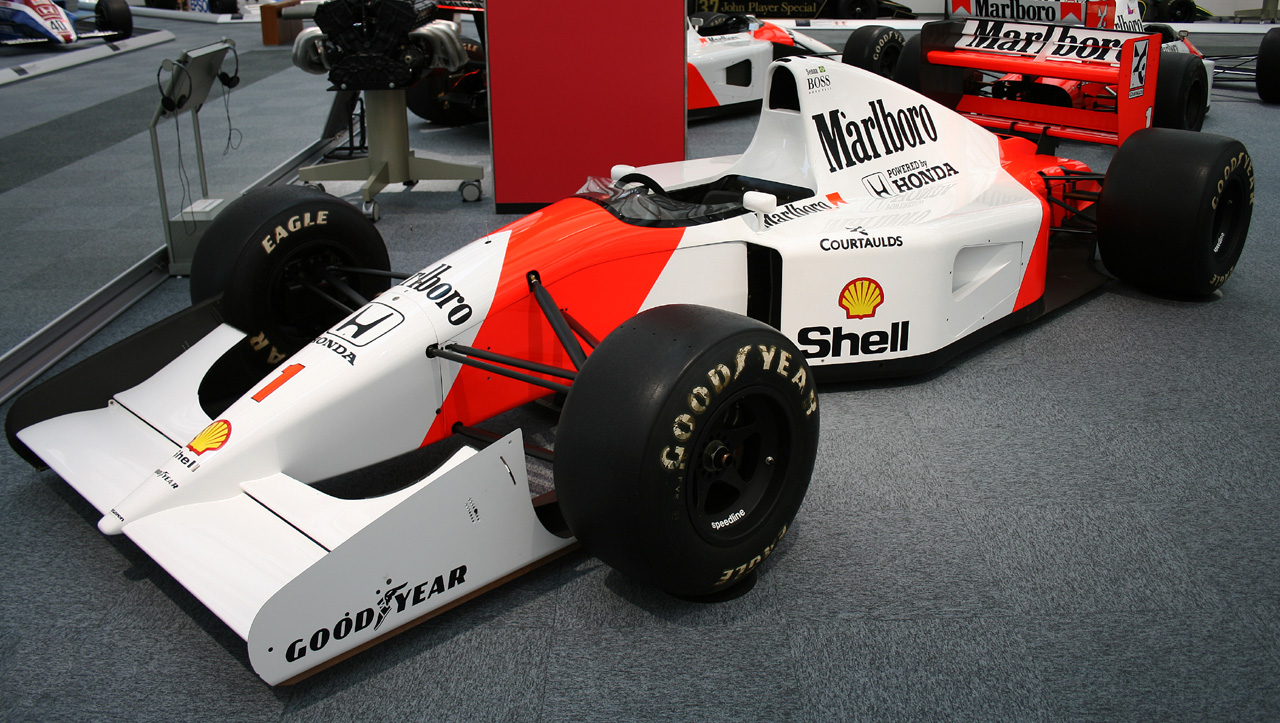
McLaren MP4/7A

A japán nagydíj előtt bejelentették, hogy a Ferrarinál Nicola Larini váltja a gyengén teljesítő Capellit. Az időmérőn ismét Mansell győzött Patrese, Senna és Schumacher előtt. A rajtnál nem változott a sorrend az élen. Senna motorhiba már a 3. körben kiesett. Berger korai kiállása miatt a hatodik helyre esett vissza. Schumacher váltóhibával küzdött, a 13. kör elején pedig kiesett. Ekkor Herbert haladt a harmadik helyen a Lotusszal, de két körrel később ő is kiesett váltóhiba miatt. A 36. körben Mansell lassított, és átengedte csapattársának az első helyet. A 45. körben a brit motorhiba miatt kiesett. Ugyanekkor Häkkinen ugyanezzel a problémával esett ki. Patrese győzött Berger, Brundle, de Cesaris, Alesi és Christian Fittipaldi előtt.

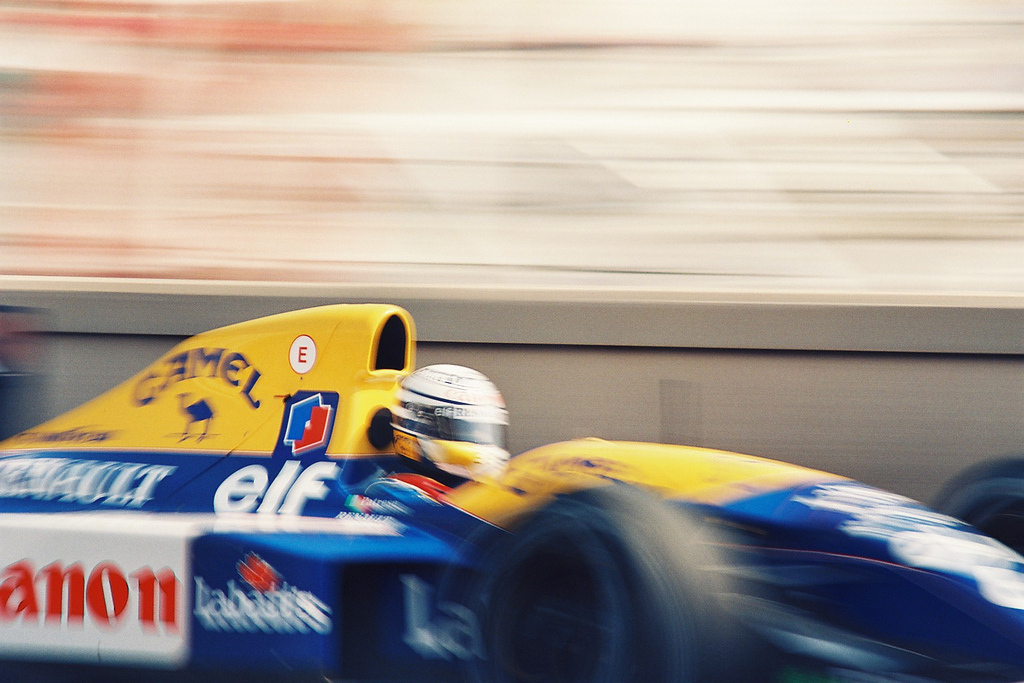
Patrese Monacóban

Az év utolsó versenyén, Adelaide-ben, Mansell indult az élről, Senna, Patrese, Berger és Schumacher előtt. A rajtnál Mansell megtartotta az első helyet Senna előtt, de a megelőző versenyekhez képest nem tudott elhúzni a braziltól. Senna a 8. körben megpróbált előzni, de szélesre vette az kanyart, így Mansell visszatért az élre. A 19. körben, az utolsó kanyar előtt Senna Mansell hátuljának ütközött, így mindketten kiestek. Ezután Patrese vezetett, míg a második Berger kiállt a boxba, akit 5 körrel később Schumacher is követett. Az 51. körben Patrese közel 20 másodperc előnnyel vezetett, de motorhiba miatt kiesett. Így Berger győzött Schumacher, Brundle, Alesi, Boutsen és Stefano Modena előtt.
A szezon végén Mansell jelentős előnnyel, 108 ponttal lett bajnok. A második helyet az 56 pontos Patrese szerezte meg Schumacher (53), Senna (50), Berger (49) és Brundle (38) előtt. A konstruktőri bajnokságban a Williams fölényesen győzött 164 ponttal. A McLaren 99, a Benetton 91, a Ferrari 21 pontot szerzett.

## Futamok
| #   | Futam                | Időpont        | Helyszín                  | Győztes versenyző  | Konstruktőr      | Riport |
| --- | -------------------- | -------------- | ------------------------- | ------------------ | ---------------- | ------ |
| 517 | dél-afrikai nagydíj  | Március 1.     | Kyalami                   | Nigel Mansell      | Williams-Renault | Riport |
| 518 | mexikói nagydíj      | Március 22.    | Hermanos Rodriguez        | Nigel Mansell      | Williams-Renault | Riport |
| 519 | brazil nagydíj       | Április 5.     | Interlagos                | Nigel Mansell      | Williams-Renault | Riport |
| 520 | spanyol nagydíj      | Május 3.       | Catalunya                 | Nigel Mansell      | Williams-Renault | Riport |
| 521 | San Marinó-i nagydíj | Május 17.      | Imola                     | Nigel Mansell      | Williams-Renault | Riport |
| 522 | monacói nagydíj      | Május 31.      | Monaco                    | Ayrton Senna       | McLaren-Honda    | Riport |
| 523 | kanadai nagydíj      | Június 14.     | Circuit Gilles Villeneuve | Gerhard Berger     | McLaren-Honda    | Riport |
| 524 | francia nagydíj      | Július 5.      | Magny-Cours               | Nigel Mansell      | Williams-Renault | Riport |
| 525 | brit nagydíj         | Július 12.     | Silverstone               | Nigel Mansell      | Williams-Renault | Riport |
| 526 | német nagydíj        | Július 26.     | Hockenheimring            | Nigel Mansell      | Williams-Renault | Riport |
| 527 | magyar nagydíj       | Augusztus 16.  | Hungaroring               | Ayrton Senna       | McLaren-Honda    | Riport |
| 528 | belga nagydíj        | Augusztus 30.  | Spa-Francorchamps         | Michael Schumacher | Benetton-Ford    | Riport |
| 529 | olasz nagydíj        | Szeptember 13. | Monza                     | Ayrton Senna       | McLaren-Honda    | Riport |
| 530 | portugál nagydíj     | Szeptember 27. | Estoril                   | Nigel Mansell      | Williams-Renault | Riport |
| 531 | japán nagydíj        | Október 25.    | Suzuka                    | Riccardo Patrese   | Williams-Renault | Riport |
| 532 | ausztrál nagydíj     | November 8.    | Adelaide                  | Gerhard Berger     | McLaren-Honda    | Riport |

- Eredetileg március 15-én rendezték volna az amerikai nagydíjat Phoenix-ben, de ez elmaradt, miután a szervezők nem tudtak több ülőhelyet biztosítani a nézőknek.
- Az apartheid megszűnésével az FIA újra engedélyezte futam rendezését Dél-Afrikában, hét év szünet után. A helyszín ugyanúgy Kyalami volt, de némikép más nyomvonalon.
- A mexikói nagydíj június közepéről márciusra került, ahogy a spanyol nagydíj is szeptemberről májusra.
- Az osztrák nagydíjat pénzügyi problémák miatt nem tudták megtartani, ezért a magyar nagydíjat egy héttel korábban rendezték meg.
- AZ október 4-én Jerezben megtartani tervezett európai nagydíjat végül lefújták.
- December 7-8-án tartottak Bolognában egy beltéri kupát is, néhány autó részvételével. A győztes Johnny Herbert lett a Lotusszal.

## Bajnokság végeredménye

### Versenyzők
Pontozás:
| Helyezés | 1. | 2. | 3. | 4. | 5. | 6. | 7.-20. |
| -------- | -- | -- | -- | -- | -- | -- | ------ |
| Pont     | 10 | 6  | 4  | 3  | 2  | 1  | 0      |

| Helyezés | Versenyző    | RSA | MEX | BRA | ESP | SMR | MON | CAN | FRA | GBR | GER | HUN | BEL | ITA | POR | JPN | AUS | Pontszám |
| -------- | ------------ | --- | --- | --- | --- | --- | --- | --- | --- | --- | --- | --- | --- | --- | --- | --- | --- | -------- |
| 1        | Mansell      | 1   | 1   | 1   | 1   | 1   | 2   | Ki  | 1   | 1   | 1   | 2   | 2   | Ki  | 1   | Ki  | Ki  | 108      |
| 2        | Patrese      | 2   | 2   | 2   | Ki  | 2   | 3   | Ki  | 2   | 2   | 8   | Ki  | 3   | 5   | Ki  | 1   | Ki  | 56       |
| 3        | Schumacher   | 4   | 3   | 3   | 2   | Ki  | 4   | 2   | Ki  | 4   | 3   | Ki  | 1   | 3   | 7   | Ki  | 2   | 53       |
| 4        | Senna        | 3   | Ki  | Ki  | 9   | 3   | 1   | Ki  | Ki  | Ki  | 2   | 1   | 5   | 1   | 3   | Ki  | Ki  | 50       |
| 5        | Berger       | 5   | 4   | Ki  | 4   | Ki  | Ki  | 1   | Ki  | 5   | Ki  | 3   | Ki  | 4   | 2   | 2   | 1   | 49       |
| 6        | Brundle      | Ki  | Ki  | Ki  | Ki  | 4   | 5   | Ki  | 3   | 3   | 4   | 5   | 4   | 2   | 4   | 3   | 3   | 38       |
| 7        | Alesi        | Ki  | Ki  | 4   | 3   | Ki  | Ki  | 3   | Ki  | Ki  | 5   | Ki  | Ki  | Ki  | Ki  | 5   | 4   | 18       |
| 8        | Häkkinen     | 9   | 6   | 10  | Ki  | NK  | Ki  | Ki  | 4   | 6   | Ki  | 4   | 6   | Ki  | 5   | Ki  | 7   | 11       |
| 9        | de Cesaris   | Ki  | 5   | Ki  | Ki  | 14  | Ki  | 5   | Ki  | Ki  | Ki  | 8   | 8   | 6   | 9   | 4   | Ki  | 8        |
| 10       | Alboreto     | 10  | 13  | 6   | 5   | 5   | 7   | 7   | 7   | 7   | 9   | 7   | Ki  | 7   | 6   | 15  | Ki  | 6        |
| 11       | Comas        | 7   | 9   | Ki  | Ki  | 9   | 10  | 6   | 5   | 8   | 6   | Ki  | NK  | Ki  | Ki  | Ki  | Ki  | 4        |
| 12       | Wendlinger   | Ki  | Ki  | Ki  | 8   | 12  | Ki  | 4   | Ki  | Ki  | 16  | Ki  | 11  | 10  | Ki  |     |     | 3        |
| 13       | Capelli      | Ki  | Ki  | 5   | 10  | Ki  | Ki  | Ki  | Ki  | 9   | Ki  | 6   | Ki  | Ki  | Ki  |     |     | 3        |
| 14       | Boutsen      | Ki  | 10  | Ki  | Ki  | Ki  | 12  | 10  | Ki  | 10  | 7   | Ki  | Ki  | Ki  | 8   | Ki  | 5   | 2        |
| 15       | Herbert      | 6   | 7   | Ki  | Ki  | Ki  | Ki  | Ki  | 6   | Ki  | Ki  | Ki  | 13  | Ki  | Ki  | Ki  | 13  | 2        |
| 16       | Martini      | Ki  | Ki  | Ki  | 6   | 6   | Ki  | 8   | 10  | 15  | 11  | Ki  | Ki  | 8   | Ki  | 10  | Ki  | 2        |
| 17       | Modena       | NK  | Ki  | Ki  | NK  | Ki  | Ki  | Ki  | Ki  | Ki  | NK  | Ki  | 15  | NK  | 13  | 7   | 6   | 1        |
| 18       | Fittipaldi   | Ki  | Ki  | Ki  | 11  | Ki  | 8   | 13  | NK  |     |     |     | NK  | NK  | 12  | 6   | 9   | 1        |
| 19       | Gachot       | Ki  | 11  | Ki  | Ki  | Ki  | 6   | Kiz | Ki  | Ki  | 14  | Ki  | 18  | Ki  | Ki  | Ki  | Ki  | 1        |
| 20       | Szuzuki      | 8   | NK  | Ki  | 7   | 10  | 11  | NK  | Ki  | 12  | Ki  | Ki  | 9   | Ki  | 10  | 8   | 8   | 0        |
| 21       | Lehto        | Ki  | 8   | 8   | Ki  | 11  | 9   | 9   | 9   | 13  | 10  | NK  | 7   | 11  | Ki  | 9   | Ki  | 0        |
| 22       | Morbidelli   | Ki  | Ki  | 7   | Ki  | Ki  | Ki  | 11  | 8   | 17  | 12  | NK  | 16  | Ki  | 14  | 14  | 10  | 0        |
| 23       | Gugelmin     | 11  | Ki  | Ki  | Ki  | 7   | Ki  | Ki  | Ki  | Ki  | 15  | 10  | 14  | Ki  | Ki  | Ki  | Ki  | 0        |
| 24       | Grouillard   | Ki  | Ki  | Ki  | Ki  | 8   | Ki  | 12  | 11  | 11  | Ki  | Ki  | Ki  | Ki  | Ki  | Ki  | Ki  | 0        |
| 25       | Katajama     | 12  | 12  | 10  | NK  | Ki  | NK  | Ki  | Ki  | Ki  | Ki  | Ki  | 17  | 9   | Ki  | 11  | Ki  | 0        |
| 26       | Belmondo     | NK  | NK  | NK  | 12  | 13  | NK  | 14  | NK  | NK  | 13  | 9   |     |     |     |     |     | 0        |
| 27       | van de Poele | 13  | NK  | NK  | NK  | NK  | NK  | NK  | NK  | Vi  | NK  | Ki  | 10  | Ki  |     |     |     | 0        |
| 28       | Naspetti     |     |     |     |     |     |     |     |     |     |     |     | 12  | Ki  | 11  | 13  | Ki  | 0        |
| 29       | Larini       |     |     |     |     |     |     |     |     |     |     |     |     |     |     | 12  | 11  | 0        |
| 30       | Hill         |     |     |     | NK  | NK  | NK  | NK  |     | 16  | NK  | 11  |     |     |     |     |     | 0        |
| 31       | Lammers      |     |     |     |     |     |     |     |     |     |     |     |     |     |     | Ki  | 12  | 0        |
| 32       | Tarquini     | Ki  | Ki  | Ki  | Ki  | Ki  | Ki  | Ki  | Ki  | 14  | Ki  | Ki  | Ki  | Ki  |     |     |     | 0        |
| —        | Chiesa       | NK  | Ki  | NK  | Ki  | NK  | NK  | NK  | Ki  | NK  | NK  |     |     |     |     |     |     | 0        |
| —        | Moreno       |     |     |     | NK  | NK  | Ki  |     |     | NeK | NeK | NeK | NK  |     |     |     |     | 0        |
| —        | Zanardi      |     |     |     |     |     |     |     |     | NK  | Ki  | NK  |     |     |     |     |     | 0        |
| —        | McCarthy     |     |     |     |     |     |     |     |     |     |     |     | NK  |     |     |     |     | 0        |
| —        | Amati        | NK  | NK  | NK  |     |     |     |     |     |     |     |     |     |     |     |     |     | 0        |
| Helyezés | Versenyző    | RSA | MEX | BRA | ESP | SMR | MON | CAN | FRA | GBR | GER | HUN | BEL | ITA | POR | JPN | AUS | Pontszám |

### Konstruktőrök
| Helyezés | Konstruktőr           | Modell        | Motor               | Gumi | Győzelem | Dobogós hely | Pole | Leggy.kör | Pont |
| -------- | --------------------- | ------------- | ------------------- | ---- | -------- | ------------ | ---- | --------- | ---- |
| 1        | Williams-Renault      | FW14B         | Renault RS3         | G    | 10       | 21           | 15   | 11        | 164  |
| 2        | McLaren-Honda         | MP4/6B MP4/7A | Honda RA112E        | G    | 5        | 12           | 1    | 3         | 99   |
| 3        | Benetton-Ford         | B191B B192    | Ford HBA7           | G    | 1        | 13           |      | 2         | 91   |
| 4        | Ferrari               | F92A F92AT    | Ferrari 040         | G    |          | 2            |      |           | 21   |
| 5        | Lotus-Ford            | 102D 107      | Ford HBD5           | G    |          |              |      |           | 13   |
| 6        | Tyrrell-Ilmor         | 020B          | Ilmor 2175A         | G    |          |              |      |           | 8    |
| 7        | Ligier-Renault        | JS37          | Renault RS3         | G    |          |              |      |           | 6    |
| 8        | Footwork-Mugen-Honda  | FA13          | Mugen-Honda MF-351H | G    |          |              |      |           | 6    |
| 9        | March-Ilmor           | CG911         | Ilmor 2175A         | G    |          |              |      |           | 3    |
| 10       | Dallara-Ferrari       | F192          | Ferrari 037         | G    |          |              |      |           | 2    |
| 11       | Jordan-Yamaha         | 192           | Yamaha OX99         | G    |          |              |      |           | 1    |
| 12       | Larrousse-Lamborghini | LC92          | Lamborghini 3512    | G    |          |              |      |           | 1    |
| 13       | Minardi-Lamborghini   | M191B M192    | Lamborghini 3512    | G    |          |              |      |           | 1    |
| 14       | Brabham-Judd          | BT60B         | Judd GV             | G    |          |              |      |           |      |
| 15       | Moda-Judd             | C4B S921      | Judd GV             | G    |          |              |      |           |      |
| 16       | Fondmetal-Ford        | GR01 GR02     | Ford HBB5           | G    |          |              |      |           |      |